# Apospasta iodea
Apospasta iodea är en fjärilsart som beskrevs av Rothschild 1920. Apospasta iodea ingår i släktet Apospasta och familjen nattflyn. Inga underarter finns listade i Catalogue of Life.